# Variáveis dependentes e independentes

## Cálculo
No Cálculo, uma função é uma relação entre termos, como x e y, em que o valor de y depende do valor de x; portanto, x é a variável independente e y a variável dependente (de x).

### Exemplo
Na função, y = 2x, o valor de y depende do valor que x tiver. Se x = 2, y = 4; se x = 9, y = 18.

## Estatística
Variável dependente e variável independente, em estatística, são terminologias utilizadas em pesquisa científica, especialmente na pesquisa experimental e quase-experimental.
- Variável independente: É a medida do lado não dependente de nenhuma outra medida variável.
- Variável dependente: É uma medida que dependerá do valor de outra medida variável. Costumam ser muito representadas com as letras Y, Z, A, B e C.

Nem sempre a variável independente é a causa e a variável dependente a consequência, elas podem ter uma relação dialética ou a pesquisa pode refutar uma relação direta e significativa entre elas.

### Exemplos
- Na pesquisa "Como o stress afeta a frequência cardíaca em humanos". A variável independente será o stress e a variável dependente será a frequência cardíaca.[2]
- Em uma pesquisa de sociologia sobre "Efeito da educação sobre a riqueza" para medir o efeito do nível de escolaridade sobre a renda anual, a variável independente é o nível de escolaridade e a variável dependente é a renda anual. Esse é um ótimo exemplo de como não é uma simples relação de causa e efeito (maior renda causa maior escolaridade e/ou maior escolaridade causa maior renda?).
- Na pesquisa "Eficiência da psicoterapia comportamental no transtorno bipolar" a psicoterapia é a variável independente e os sintomas de bipolaridade são as variáveis dependentes.